# Przemysł muzyczny

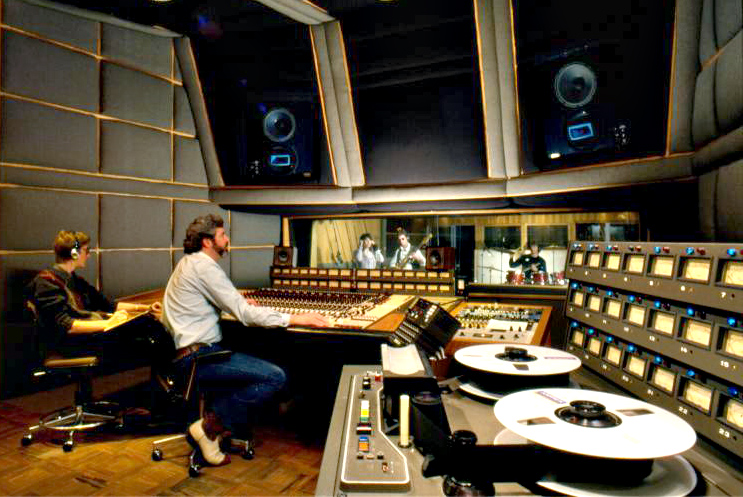
Przemysł muzyczny

Przemysł muzyczny, przemysł fonograficzny – obejmuje ogół działalności związanej z produkcją muzyki.
Przemysł muzyczny obejmuje szereg działań, w tym m.in. działalność wydawniczą (wydawnictwo muzyczne), nagraniową (studio nagraniowe), produkcyjną (producent muzyczny) oraz prawami pokrewnymi.
Według danych z 2012 roku szacunkowa wartość ze sprzedaży muzyki na świecie wyniosła 16,5 miliarda USD, notując wzrost na poziomie 0,3%, w stosunku do roku poprzedniego.
Według raportu Nielson SoundScan z 2012 r., branża muzyczna na świecie była zdominowana przez wytwórnie typu major, tj. Universal Music Group z udziałem rzędu 32,41%, Sony Music Entertainment – 30,25%, Warner Music Group – 19,15% oraz EMI Group – 6,78%. Udział wytwórni niezależnych w światowym rynku muzycznym kształtował się na poziomie 11,42%.
Wartość polskiego rynku muzycznego w I półroczu 2014 roku wyniosła 79 mln zł, notując 0,6% wzrost w stosunku do okresu analogicznego w 2013 roku. Wartość cyfrowego rynku muzyki w Polsce w I półroczu 2014 roku wyniosła 19,5 mln zł notując 20,4% wzrost w stosunku do okresu analogicznego w 2013 roku. Największy wzrost nastąpił na polu dochodów z tytułu subskrypcji w związku z dynamicznym wzrostem udziału w rynku m.in. takich serwisów jak: Deezer, Spotify czy Muzo. Spadły natomiast wpływy z tytułu pobrań muzyki do telefonów komórkowych oraz pobrań online.